# Pennefather River
Pennefather River är ett vattendrag i Australien. Det ligger i delstaten Queensland, omkring 2 100 kilometer nordväst om delstatshuvudstaden Brisbane.
Trakten runt Pennefather River är nära nog obefolkad, med mindre än två invånare per kvadratkilometer. Savannklimat råder i trakten. Genomsnittlig årsnederbörd är 2 066 millimeter. Den regnigaste månaden är januari, med i genomsnitt 709 mm nederbörd, och den torraste är september, med 3 mm nederbörd.